# R. Paul Butler
R. Paul Butler (San Diego, 1960) è un astronomo statunitense.
R. Paul Butler è impegnato nella ricerca di pianeti extrasolari. Lui e Geoffrey Marcy furono i primi a scoprire pianeti extrasolari orbitanti attorno ad una stella extrasolare. Ha scoperto approssimativamente 233 pianeti extrasolari.

## Carriera
Ha completato i suoi studi dottoriali alla University of Maryland, College Park nel 1993. Il suo lavoro si concentrò sul design di uno spettrografo molto sensibile per cercare pianeti extrasolari cercando variazioni nella velocità radiale delle loro stelle. Dal 1999 continua gli studi scientifici al Carnegie Institution for Science.

## Tempi recenti
Butler e il collaboratore Geoffrey Marcy condivisero l'Henry Draper Medal nel 2001. Fu nominato "Space Scientist of the Year" dal Discover Magazine nel 2003.